# Integral
Integrál je osnova tako imenovane »višje matematike«, natančneje matematične analize in infinitezimalnega računa. 
Temelje integralskega računa sta postavila Isaac Newton in Gottfried Wilhelm Leibniz v poznem 17. stoletju. Integral funkcije je prek osnovnega izreka infinitezimalnega računa povezan z njenim odvodom, določen integral funkcije na nekem intervalu pa je, ko poznamo nedoločenega, moč enostavno izračunati. Integral in odvod sta postala osnovni orodji infinitezimalnega računa, izjemno uporabnega v znanosti in tehniki.

## Nedoločeni in določeni integral
Beseda integral zajema dva precej različna pojma:
- Nedoločeni integral dane funkcije f je družina funkcij F, katerih odvod je enak dani funkciji f. V tem smislu je integriranje inverzna operacija kot odvajanje. Rezultat nedoločenega integrala imenujemo primitivna funkcija.

- Določeni integral je povezan s ploščino lika, omejenga z grafom funkcije f. Naj bosta dana pozitivna funkcija f realne spremenljivke x in interval [a, b] na številski premici. Določeni integral funkcije f je ploščina lika, ki ga omejujejo graf funkcije f, os x ter navpični premici x = a in x = b.

Določeni in nedoločeni integral povezuje osnovni izrek infinitezimalnega računa, ki se imenuje tudi Newton-Leibnizova formula: Ploščino omenjenga lika izračunamo tako, da najprej z nedoločenim integralom izračunamo primitivno funkcijo F, potem pa vanjo vstavimo meji intervala: p = F(b) − F(a).

## Osnovni izrek infinitezimalnega računa
Osnovni izrek infinitezimalnega računa pravi, da sta si odvajanje in (nedoločeno) integriranje inverzni operaciji: če neko zvezno funkcijo integriramo in nato odvajamo, spet dobimo začetno funkcijo. Pomembna posledica, včasih imenovana drugi osnovni izrek infinitezimalnega računa, omogoča izračun določenega integrala funkcije s pomočjo njenih nedoločenih integralov.

### Izreki
- Osnovni izrek infinitezimalnega računa. Naj bo f realna integrabilna funkcija, definirana na zaprtem intervalu [a, b].  Če je F definirana za x na intervalu [a, b] s predpisom

{\displaystyle F(x)=\int _{a}^{x}f(t)\,\mathrm {d} t.}
je F zvezna na intervalu [a, b]. Če je f zvezna v točki x na intervalu [a, b], je F odvedljiva v točki x, in F ′(x) = f(x).
- Drugi osnovni izrek infinitezimalnega računa. Naj bo f realna integrabilna funkcija, definirana na zaprtem intervalu [a, b]. Če je F takšna funkcija, da F ′(x) = f(x) za vsak x na intervalu [a, b] (torej, F je nedoločeni integral funkcije f), potem

{\displaystyle \int _{a}^{b}f(t)\,\mathrm {d} t=F(b)-F(a).}
- Opomba. Če je f zvezna funkcija na intervalu [a, b], je f odvedljiva na intervalu [a, b], in F, definirana z

{\displaystyle F(x)=\int _{a}^{x}f(t)\,\mathrm {d} t}
je nedoločeni integral funkcije f na [a, b]. Nadalje
{\displaystyle \int _{a}^{b}f(t)\,\mathrm {d} t=F(b)-F(a).}